# پایگاه داده چند رسانه‌ای
یک پایگاه داده چند رسانه‌ای (MMDB) مجموعه‌ای است که با داده‌های چندرسانه‌ای مرتبط است. داده‌های چندرسانه‌ای شامل یک یا چند نوع داده اصلی رسانه‌ای، مانند متن، عکس، اشیا گرافیکی (شامل نقاشی‌ها، طرح‌ها و تصاویر) توالی انیمیشن، صدا و تصویر است.
سیستم مدیریت پایگاه داده چندرسانه‌ای (MMDBMS) چارچوبی است که انواع مختلف داده را مدیریت می‌کند، داده‌هایی که به‌طور بالقوه در تنوع گسترده‌ای از قالب‌ها در مجموعه گسترده‌ای از منابع رسانه‌ای نشان داده شده‌اند. این سیستم از انواع داده‌های چندرسانه‌ای پشتیبانی می‌کند و ایجاد، ذخیره‌سازی، دسترسی، پرس و جو و کنترل یک پایگاه داده چندرسانه‌ای را تسهیل می‌کند.

## مفاد پایگاه داده چند رسانه‌ای
یک پایگاه داده چندرسانه‌ای (MMDB) در برگیرنده یک یا چند نوع داده چندرسانه‌ای است (به عنوان مثال متن، تصاویر، اشیا گرافیکی، توالی انیمیشن، صدا، ویدئو). این نوع داده‌ها به‌طور کلی در سه کلاس دسته‌بندی می‌شوند:
- رسانه ایستا (استاتیک)[۳] (مستقل از زمان: تصویر و شی گرافیکی).
- رسانه پویا (داینامیک) (وابسته به زمان: صوتی، تصویری و انیمیشن).
- رسانه‌های دارای بعدی (بازی‌های سه بعدی و برنامه‌های پیش نویس با کمک رایانه).

### مقایسه انواع داده‌های چندرسانه‌ای
| متوسط   | عناصر               | وابستگی به زمان |
| ------- | ------------------- | --------------- |
| متن     | کاراکترهای قابل چاپ | ندارد           |
| گرافیک  | بردارها، ناحیه‌ها    | ندارد           |
| تصویر   | پیکسل               | ندارد           |
| شنیداری | صدا، حجم            | دارد            |
| ویدئو   | تصاویر رستر، گرافیک | دارد            |

علاوه بر این، یک پایگاه داده چندرسانه‌ای (MMDB) باید بتواند اطلاعات اضافی مربوط به داده‌های چندرسانه‌ای واقعی را نیز مدیریت کند. اطلاعات مربوط به موارد زیر است:
- داده‌های رسانه‌ای: داده‌های واقعی نشان دهنده یک شی.
- داده‌های قالب رسانه: اطلاعات مربوط به قالب داده‌های رسانه پس از طی مراحل کسب، پردازش و رمزگذاری.
- داده‌های کلیدی رسانه: توضیحات کلیدی، معمولاً مربوط به تولید داده‌های رسانه‌ای است.
- ویژگی داده‌های رسانه: داده‌های وابسته به محتوا مانند اطلاعاتی در مورد توزیع رنگ‌ها، انواع بافت‌ها و اشکال مختلف موجود در تصویر.

سه نوع آخر، فراداده نامیده می‌شوند زیرا چندین جنبه مختلف از داده‌های رسانه را توصیف می‌کنند. -داده‌های کلمه کلیدی رسانه و داده‌های خصیصه رسانه به عنوان شاخص‌هایی برای هدف جستجو استفاده می‌شوند. - داده‌های قالب رسانه برای ارائه اطلاعات بازیابی شده استفاده می‌شود.

## الزامات پایگاه داده‌های چندرسانه‌ای
مانند پایگاه‌های داده سنتی، پایگاه داده‌های چندرسانه‌ای نیز باید نیازهای زیر را برطرف کنند:
- ادغام
  - برای فراخوانی برنامه‌های مختلف، داده‌ها نیازی به تکثیر ندارند
- استقلال داده‌ها
  - پایگاه داده و مدیریت را از برنامه‌های برنامه(application) جدا کنید
- کنترل همزمان
  - معاملات همزمان را مجاز می‌کند
- ماندگاری
  - اشیا داده را می‌توان با معاملات مختلف و فراخوانی برنامه ذخیره و استفاده مجدد کرد
- حریم خصوصی
  - کنترل دسترسی و مجوز
- راستی آزمایی
  - سازگاری پایگاه داده بین معاملات را تضمین می‌کند
- بهبود
  - شکست معاملات نباید بر ذخیره‌سازی مداوم اطلاعات تأثیر بگذارد
- پشتیبانی از درخواست
  - جستجوی آسان داده‌های چندرسانه‌ای را امکان‌پذیر می‌کند

پایگاه داده‌های چندرسانه‌ای باید توانایی جستجوی یکنواخت داده‌ها (داده‌های رسانه‌ای، داده‌های متنی) را که در قالب‌های مختلف نشان داده می‌شوند داشته باشند و توانایی پرس و جو همزمان منابع مختلف رسانه‌ای و انجام عملیات پایگاه داده کلاسیک را در سراسر آنها داشته باشند. (پشتیبانی از Query)
آنها باید توانایی بازیابی اشیا رسانه‌ای از یک دستگاه ذخیره‌سازی محلی را به روشی مناسب داشته باشند. (پشتیبانی از ذخیره‌سازی)
آنها باید توانایی گرفتن پاسخ تولید شده توسط یک پرس و جو(query) را داشته باشند و از نظر رسانه‌های دیداری و شنیداری ارائه ای از آن را ایجاد می‌کنند و توانایی ارائه این ارائه را دارند. (پشتیبانی ارائه و تحویل)

## مسائل و چالش‌ها
- داده‌های چندرسانه‌ای متشکل از انواع قالب‌های رسانه‌ای یا نمایش پرونده‌ها شاملTIFF , BMP، PPT , IVUE , FPX , JPEG، MPEG , AVI , MID , WAV , DOC , GIF , EPS، PNG و غیره است. به دلیل محدودیت در تبدیل از یک قالب به قالب دیگر، استفاده از داده‌ها در یک قالب خاص نیز محدود شده‌است. معمولاً، اندازه داده‌های چندرسانه‌ای مانند فیلم زیاد است؛ بنابراین، داده‌های چندرسانه‌ای اغلب به فضای زیادی برای ذخیره‌سازی نیاز دارند.
- پایگاه داده چندرسانه‌ای زمان پردازش و همچنین پهنای باند زیادی را مصرف می‌کند.
- برخی از انواع داده‌های چندرسانه‌ای مانند توالی‌های ویدئویی، صوتی و انیمیشن دارای الزامات زمانی هستند که بر ذخیره‌سازی، دستکاری و ارائه آنها تأثیر دارد، اما تصاویر، داده‌های ویدیویی و گرافیکی از نظر محتوای آنها محدودیت‌های ویژه ای دارند.

## حوزه‌های کاربرد
نمونه‌هایی از مناطق برنامه پایگاه داده چندرسانه‌ای:
- کتابخانه‌های دیجیتال
- اخبار برحسب درخواست
- ویدیوی برحسب درخواست
- پایگاه داده موسیقی
- سیستم‌های اطلاعات جغرافیایی (GIS)
- پزشکی از راه دور